# Projekt 266M
Projekt 266M Akvamarin (v kódu NATO třída Natya) je třída oceánských minolovek sovětského námořnictva z doby studené války. Celkem bylo postaveno 55 jednotek této třídy. Řada jich byla dodána námořnictvům sovětských spojenců. Zahraničními uživateli jsou Ukrajina, Vietnam, Libye (8), Indie (12), Sýrie (1), Etiopie (1) a Jižní Jemen (1).

## Stavba

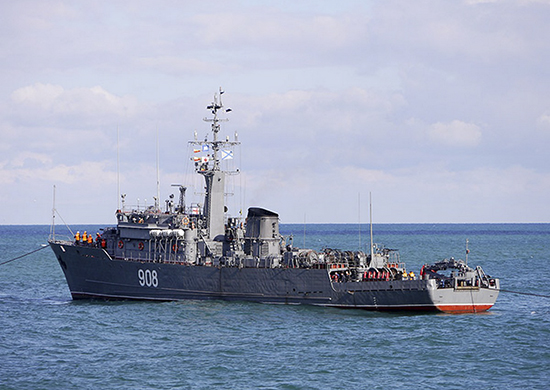
Viceadmiral Zacharin

Třída byla stavěna v letech 1969–1982 v Kolpinu a Chabarovsku. Postaveno bylo 31 jednotek základní varianty Natya I pro sovětské námořnictvo a jedna jednotka pokusné verze Natya II s  hliníkovým trupem. Pro export bylo postaveno 23 jednotek ve zjednodušené verzi.

## Konstrukce
Trup plavidel byl vyroben z oceli a z hliníkových slitin. Hlavňovou výzbroj tvoří dva 30mm dvoukanóny AK-230M a čtyři 25mm kanóny ve dvouhlavňových postaveních 2M-3M. K obraně proti napadení ze vzduchu byla během služby přidána dvě čtyřnásobná vypouštěcí zařízení protiletadlových řízených střel 9K32 Strela-2. Plavidla dále nesou dva vrhače raketových hlubinných pum RBU-1200. Pohonný systém tvoří dva diesely M-504 o výkonu 3730 kW. Nejvyšší rychlost dosahuje 16 uzlů.

## Uživatelé

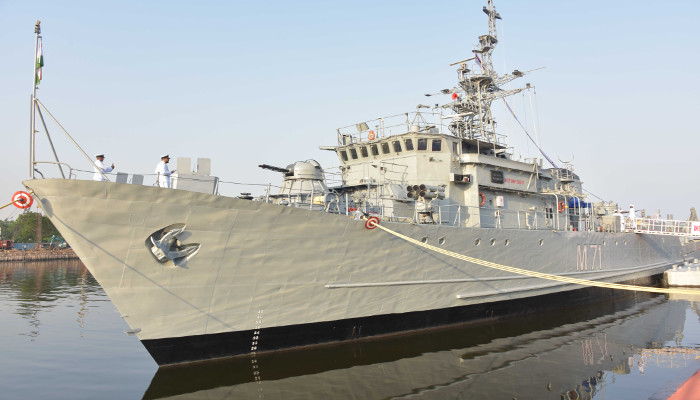
Indická minolovka INS Kozhikode

Indické námořnictvo získalo 12 minolovek této třídy, které nesou označení třída Pondicherry. Do roku 2018 jich bylo 11 vyřazeno. Aktivn je poslední INS Kozhikode.